# 146 Lucina
146 Lucina је астероид главног астероидног појаса. Приближан пречник астероида је 132,21 km,
а средња удаљеност астероида од Сунца износи 2,718 астрономских јединица (АЈ).
Инклинација (нагиб) орбите у односу на раван еклиптике је 13,074 степени, а орбитални период износи 1636,837 дана (4,481 године). Ексцентрицитет орбите астероида износи 0,064.
Апсолутна магнитуда астероида износи 8,20 а геометријски албедо 0,053.
Астероид је откривен 8. јуна 1875. године.